# The Evil Within: The Consequence
The Evil Within: The Consequence (с англ. Зло внутри: Последствия) — второе дополнение к игре The Evil Within. Является прямым продолжением дополнения The Evil Within: The Assignment. 

## Игровой процесс
The Evil Within: The Consequence — компьютерная игра в жанрах survival horror и шутера от третьего лица, игроку предстоит взять на себя роль Джули Кидман, агента корпорации "Мёбиус" и младшего детектива полицейского управления Кримсон-сити. Геймплей состоит на прятках в укрытиях и отвлечении внимания врагов от главной героини, в арсенале у игрока чуть больше половины игры будет только фонарик и фальшфейеры, позже в арсенале появится полуавтоматический пистолет и обрез. Как и в оригинальной The Evil Within на множестве уровней имеются записки, которые позволяют раскрыть сюжет полностью.

## Сюжет
Сюжет продолжает историю о персонаже Джули Кидман, и о её сотрудничестве с корпорацией "Мëбиус". История состоит из двух глав «Иллюзии» и «Рождение призрака». 

## Разработка и выход
Разработчики ещё до выхода The Evil Within объявили что к игре выйдет три дополнения. 24 марта 2015 Tango Gameworks выпустили трейлер, раскрывающий дату выхода дополнения. 21 апреля 2015 состоялся релиз дополнения на Windows, PlayStation 3, PlayStation 4, Xbox 360 и Xbox One.

## Отзывы критиков
| Сводный рейтинг       | Сводный рейтинг          |
| Агрегатор             | Оценка                   |
| --------------------- | ------------------------ |
| Metacritic            | PS4: 75/100 XONE: 76/100 |
| OpenCritic            | 71/100                   |
| Иноязычные издания    |                          |
| Издание               | Оценка                   |
| GameRevolution        | 7/10                     |
| IGN                   | 7/10                     |
| Русскоязычные издания |                          |
| Издание               | Оценка                   |
| StopGame.ru           | Похвально                |
| «Игромания»           | 7,5/10                   |

The Evil Within: The Consequence получила благоприятные отзывы, согласно агрегатору рецензий Metacritic.
Люси О'Брайен с сайта IGN оценила The Consequence на 7 баллов из 10 отметив что в игре «великолепное окружение», но  «переизбыток экспозиции» прерывает её ход, в конце своего обзора О'Брайен назвала дополнение «лучшим в серии» но не дотягивающим до «величия своего предшественника».
Джонатан Лик из GameRevolution также оценил игру на 7 из 10, отметив что игра выполняет свою роль, в которой она «связывает воедино разрозненные фрагменты повествования».
Олег Чимде из Игромании оценил новую игровую механику, но остался в полном недопонимании того, что вообще происходит в игре.
Михаил Шкредов с сайта Gametech высоко оценил финал, «оживляющие игру перестрелки», а также более подробное раскрытие вселенной серии The Evil Within. Но выразил своё недовольство «примитивным и скучным» стелсом и дизайном некоторых локаций.